# Свиридов Георгій Васильович
Свиридов Георгій Васильович (16 грудня 1915, Фатеж — 6 січня 1998, Москва) — радянський і російський композитор і піаніст. Народний артист СРСР. Герой Соціалістичної Праці (1975). Лауреат Сталінської премії (1946), Ленінської премії (1960) та Державної премії СРСР (1968, 1980). Нагороджений двома орденами Леніна.

## Життя і творчість
Народився 3 (16) грудня 1915 у Фатежі (Курська губернія) у родині поштового службовця. Батько загинув під час Громадянської війни. В школі його особливо цікавила література та музика — почав самостійно вчитись грати на балалайці, добираючи на слух. Після закінчення музичної школи в Курську вчився в ленінградському 1-му музичному технікумі, а з 1936 — на композиторському факультеті Ленінградської консерваторії, яку закінчив по класу композиції (учився в П. Б. Рязанова та Д. Д. Шостаковича). В 1941 р. мобілізований, пізніше комісований за станом здоров'я. До 1944 р. жив у Новосибірську, куди евакуювали Ленінградську філармонію. В цей час пише воєнні пісні. 1944 р. повертається до Ленінграду.
З 1956 р. жив у Москві; працював у театрі й кіно, в 1962–1974 рр. секретар правління Союзу композиторів СРСР, одночасно в 1968-73 роках 1-й секретар правління Союзу композиторів РРФСР.
Свої перші твори написав 1935 року — цикл ліричних романсів на вірші О. Пушкіна. Стиль композитора змінювався протягом всього творчого життя: на ранніх етапах творчості писав музику в класичному та романтичному стилях; до 1950-х років в творчості відчутний вплив Д. Шостаковича та П. Хіндеміта; після 1950-х років композитор випрацював власний композиторський стиль.
Дарування композитора, своєрідність його творчої індивідуальності найяскравіше проявила себе в сфері вокальної музики. Камерно-вокальні й вокально-симфонічні твори на слова А. С. Ісаакяна («Країна батьків», поема для тенора й баса з фортепіано, 1950 р.), Р. Бернса (цикл пісень, 1955 р.), С. О. Єсеніна («Поема пам'яті С. Єсеніна» для тенора, хору й симфонічного оркестру, 1955-56 рр.; цикл пісень «У мене батько селянин» для тенора, баритона з фортепіано, 1956 р., і ін.), В. В. Маяковського («Патетична ораторія» для баса, хору й оркестру, 1959 р.; Ленінська премія, 1960 р.), а також хори на слова російських поетів (1958, 1967 рр.) окреслюють найважливішу тему творчості композитора — тему Батьківщини.
На основі глибокого прочитання поезії різних епох і народів, насамперед російської, Свиридов істотно оновив багато вокальних жанрів. Стиль Свиридова, тісно пов'язаний із традиціями російської класичної й радянської музики, надзвичайно самобутній. Значною мірою цей стиль визначає широка опора на селянський фольклор у сполученні з прийомами музичної мови ХХ століття.
Музика Свиридова відрізняється відточеною простотою, народною характерністю пісенних мелодій і гармонічної мови, блиском і барвистістю оркестрового колориту, строгим добором і економією вирізних засобів.
Тенденція до лаконізму, стисканню розмірів творів виявилася в «Курських піснях» (1964), у т. зв. маленьких кантатах «Дерев'яна Русь» (слова С. О. Єсеніна, 1964), «Сніг іде» (слова Б. Л. Пастернака, 1965), «Весняна кантата» (слова М. О. Некрасова, 1972), у хоровому «Концерті пам'яті А. А. Юрлова» (1973) і ін.
Серед інших творів — музичні комедії, у тому числі «Вогники» (1951), тріо для скрипки, віолончелі й фортепіано (1945; Державна премія СРСР, 1946; 2-я редакція 1955), музика до фільмів і вистав драматичних театрів.
В останні дні свого життя сильно хворів і помер 6 січня 1998 року від зупинки серця.
Почесний громадянин Курська. На його честь названо астероїд.
«Мене запитують: який я? Я російська людина! І справа з кінцем. Що ще можна сказати? Я не росіянин. Тому що росіянином може бути і папуас. І прекрасно він може жити в Росії. І на здоров'я, хай живе. Але російська людина — це російська людина. У мені тече російська кров. Я не вважаю, що я кращий за інших, чудовіший. Але ось я такий, як є — російська людина. І цим пишаюся. Я закликаю вас з висоти свого віку (і не майте гніву на мене, що я так кажу): треба пишатися, що ми російські люди!»

Георгія Свиридова називають голосом народної самосвідомості ХХ ст. 

## Твори
- 7 маленьких п'єс для фортепіано (1934–1935)
- 6 романсів на слова О.Пушкіна (1935)
- 7 романсів на слова М.Лермонтова (1938)
- Концерт для фортепіано з оркестром № 1 (1936–1939)
- Камерна симфонія для струнних (1940)
- з романси на слова О.Блока (1941)
- Концерт для фортепіано з оркестром № 2 (1942)
- «Отелло», по трагедії В.Шекспіра (1942)
- Музична комедія «Розкинулось море широко» (1943)
- Соната для фортепіано (1944)
- Романси для голосу й фортепіано на вірші Вільяма Шекспіра (1944-60)
- Квінтет для фортепіано й струнних (1945)
- Тріо для фортепіано, скрипки й віолончелі (1945, ред. 1955)
- Струнний квартет № 1 (1945–1946)
- 2 Партити для фортепіано (1946 — ред. 1957, 1960)
- Струнний квартет № 2 (1947)
- Дитячий альбом, 17 п'єс для фортепіано (1948 — ред. 1957)
- Симфонія № 2 (1949/незакінчена)
- Вокальний цикл «Країна батьків» («Страна отцов») для тенора, баса й фортепіано на вірші А. І. Ісаакяна, складається з 11 романсів (1950)
- Музична комедія «Вогники» ( «Огоньки»  1951)
- Ораторія «Декабристи» на слова Олександра Пушкіна і поетів-декабристів (1954-55, не кінчена)
- Романси для голосу й фортепіано на вірші Роберта Бернса у перекладах Самуїла Маршака (1955)
- Романс для голосу й фортепіано «Мій батько селянин» («Мой отец крестьянин») на вірші Сергія Єсеніна (1956)
- Вокально-симфонічна поема «Пам'яті Сергія Єсеніна» (1956)
- «Патетична ораторія» на слова Володимира Маяковського (1959, Ленінська премія, 1960)
- Вокальний цикл (поема) «Петербурзькі пісні» для чотирьох співаків-солістів, фортепіано, скрипки й віолончелі на вірші Олександра Блока (1961-69)
- Музика для камерного оркестру (оркестрова версія Квінтету для фортепіано й струнних 1964)
- «Курські пісні» для змішаного хору й оркестру, слова народні (1964; Державна премія, 1968)
- «Пушкінський вінок» для хору з оркестром (1979)
- Маленька кантата для хору й оркестру «Дерев'яна Русь» на вірші Сергія Єсеніна (1964)
- Маленька кантата для хору й оркестру «Сніг іде» на вірші Бориса Пастернака (1965)
- Маленька кантата для хору й оркестру «Смутні пісні» («Грустные песни») на вірші Олександра Блока (1965)
- Романс «Ці бідні селища» («Эти бедные селенья») для голосу, фортепіано й гобоя на слова федора Тютчева (1965)
- Сюїта «Часе, вперед!» («Время, вперёд!») (1965)
- «Маленький триптих» (1966)
- Музика до пам'ятника загиблим на Курській дузі (1973)
- «Весняна кантата» для хору й оркестру (1972)
- Хоровий концерт «Пам'яті А. А. Юрлова» для змішаного хору, що співає без слів (1973)
- Музичні ілюстрації до повісті Олександра Пушкіна «Заметіль» (1974)
- Кантата «Ода Леніну» на слова Роберта Рождественського для читця, хору й оркестру (1976)
- «Cast of Russia», поема на слова
- 7 маленьких п'єс для фортепіано (1934–1935)
- 6 романсів на слова О.Пушкіна (1935)
- 7 романсів на слова М.Лермонтова (1938)
- Концерт для фортепіано з оркестром № 1 (1936–1939)
- Камерна симфонія для струнних (1940)
- з романси на слова О.Блока (1941)
- Концерт для фортепіано з оркестром № 2 (1942)
- «Отелло», по трагедії В.Шекспіра (1942)
- Музична комедія «Розкинулось море широко» (1943)
- Соната для фортепіано (1944)
- Романси для голосу й фортепіано на вірші Вільяма Шекспіра (1944-60)
- Квінтет для фортепіано й струнних (1945)
- Тріо для фортепіано, скрипки й віолончелі (1945, ред. 1955)
- Струнний квартет № 1 (1945–1946)
- 2 Партіти для фортепіано (1946 — ред. 1957, 1960)
- Струнний квартет № 2 (1947)
- Дитячий альбом, 17 п'єс для фортепіано (1948 — ред. 1957)
- Симфонія № 2 (1949/незакінчена)
- Вокальний цикл «Країна батьків» («Страна отцов») для тенора, баса й фортепіано на вірші А. І. Ісаакяна, складається з 11 романсів (1950)
- Музична комедія «Вогники» («Огоньки» 1951)
- Ораторія «Декабристи» на слова Олександра Пушкіна і поетів-декабристів (1954-55, не кінчена)
- Романси для голосу й фортепіано на вірші Роберта Бернса у перекладах Самуїла Маршака (1955)
- Романс для голосу й фортепіано «Мій батько селянин» («Мой отец крестьянин») на вірші Сергія Єсеніна (1956)
- Вокально-симфонічна поема «Пам'яті Сергія Єсеніна» (1956)
- «Патетична ораторія» на слова Володимира Маяковського (1959, Ленінська премія, 1960)
- Вокальний цикл (поема) «Петербурзькі пісні» для чотирьох співаків-солістів, фортепіано, скрипки й віолончелі на вірші Олександра Блока (1961-69)
- Музика для камерного оркестру (оркестрова версія Квінтету для фортепіано й струнних 1964)
- «Курські пісні» для змішаного хору й оркестру, слова народні (1964; Державна премія, 1968)
- «Пушкінський вінок» для хору з оркестром (1979)
- Маленька кантата для хору й оркестру «Дерев'яна Русь» на вірші Сергія Єсеніна для тенору і фортепіано (1977)
- Гімни Батьківщині для хору (1978)
- 25 хоралів для Баса і фортепіано (1939—1979)
- «Нічні хмари», кантата на слова Олександра Блока для мішаного хору a cappella (1979)
- 10 романсів на слова О.Блока (1972—1980)
- «Ладога», поема для хору на слова A. Прокоф'єва (1980)
- «Пісні важких часів», концерт для хору a cappella на слова Олександра Блока (1980—1981)
- «Петербург», вокальна поема (1995)

## Пам'ять
- 23 вересня 2005 року в Курську відкрито пам'ятник композитору, на якому висічені слова: «Воспеть Русь, где Господь дал и велел мне жить, радоваться и мучиться»[4].
- Ім'я Г. Свиридова носить астероїд 4075 Sviridov, школа мистецтв у Санкт-Петербурзі та кілька музичних шкіл Москви і Підмосков'я.